# 驚變
《驚變》（又名《情色驚變》，1996年4月30日在英屬香港上映的警匪片，本片含有裸露場面，在上映時被列為三級片，這亦為溫碧霞首部三級片。

## 劇情
苗可怡在街上突然被綁架，丈夫林國財表示無論匪徒要多少贖款，只要妻兒無恙，他都願意付出。
其實，綁匪是徐展東，但其實東只是想對財發泄心頭的怨恨，因為東的老婆是財私人助理，但卻與財發生婚外情，同時還令東的老婆跳樓身亡。怡不肯相信東的話，因為他心裏的財是一個好丈夫，不會做出這些事的。東的拍檔阿彪，彪為一個好賭的人，他發現東擄了怡母子的秘密，逼東向財勒索，東沒辦法，只好答應。在之后的日子，東對怡作出體貼的照顧，令怡愛上東，東也愛上怡。另外，財其實是一個虛情假意的騙子，他為了遺囑，常想怡快一點死...

## 角色
| 演員   | 角色   | 粵語配音 | 備註 |
| 任達華 | 徐展東 | 任達華   | 綁匪，林國財之天敵兼情敵 Stella之夫，並誤會其被林國財殺死 綁架苗可怡母子，但卻對她作出體貼的照顧，后愛上對方 最后撞死林國財為妻子報仇，並被捕 |
| 溫碧霞 | 苗可怡 | 溫碧霞   | 林國財之妻，后反目 被徐展東綁架，卻被其作出體貼的照顧，后愛上對方 實為殺死徐展東妻子的兇手                                                    |
| 張堅庭 | 林國財 | 高翰文   | 苗可怡之夫，后反目 徐展東之天敵兼情敵 Stella之上司，並與其拍拖 最后被徐展東開車撞死                                                           |
| 黃子華 | 麥幫辦 | 黃子華   | 警察 徐展東妻子被殺案負責的警察 疑似為本片的幕後黑手                                                                                          |
| 敖志君 | 阿彪   | 郭立文   | 徐展東好友 一個好賭、貪婪的小人 |
| 曾燕   | Stella | 陸惠玲   | 徐展東之妻 林國財之下屬，並與其拍拖 在開頭和苗可怡爭執下推下樓死亡                                                                            |

## 外部連結
- 香港影庫上《驚變》的資料（繁體中文）
- 互联网电影数据库（IMDb）上《驚變》的资料（英文）